# Dave Sitek

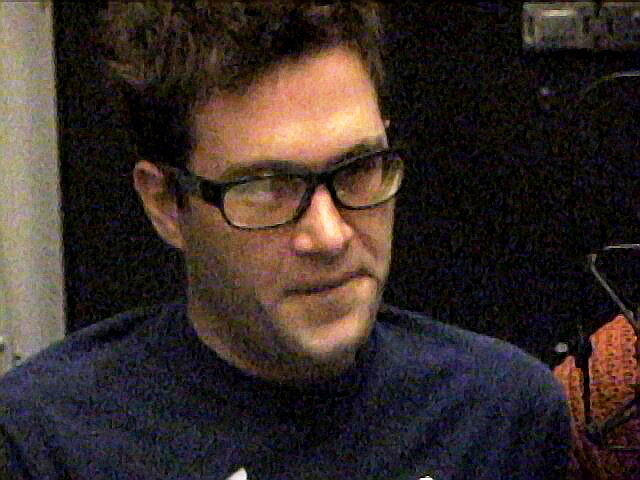
Dave Sitek.

Dave Sitek, född David Andrew Sitek 6 september 1972, är en amerikansk musiker och musikproducent som är mest känd som medlem i musikgruppen TV on the Radio som han också producerat. Han spelar elbas, trummor och keyboard på gruppens inspelningar. Sitek har producerat flera av Yeah Yeah Yeahs album, men även verkat som producent för bland andra Liars, Kelis, Beady Eye och Weezer. År 2010 gav han ut soloalbumet Maximum Balloon under sitt alias Maximum Balloon. Trots att Sitek är en profilerad person inom den amerikanska indierockscenen, har han uttryckt skepticism mot densamma som han kallat opportunistisk.